# جوش منصور
جوش منصور (بالإنجليزية: Josh Mansour) هو لاعب دوري الرغبي أسترالي، ولد في 17 يونيو 1990 في Canterbury, New South Wales ‏ في أستراليا.

## روابط خارجية
- جوش منصور على موقع ItsRugby.co.uk (الإنجليزية)